# Tessera elettorale

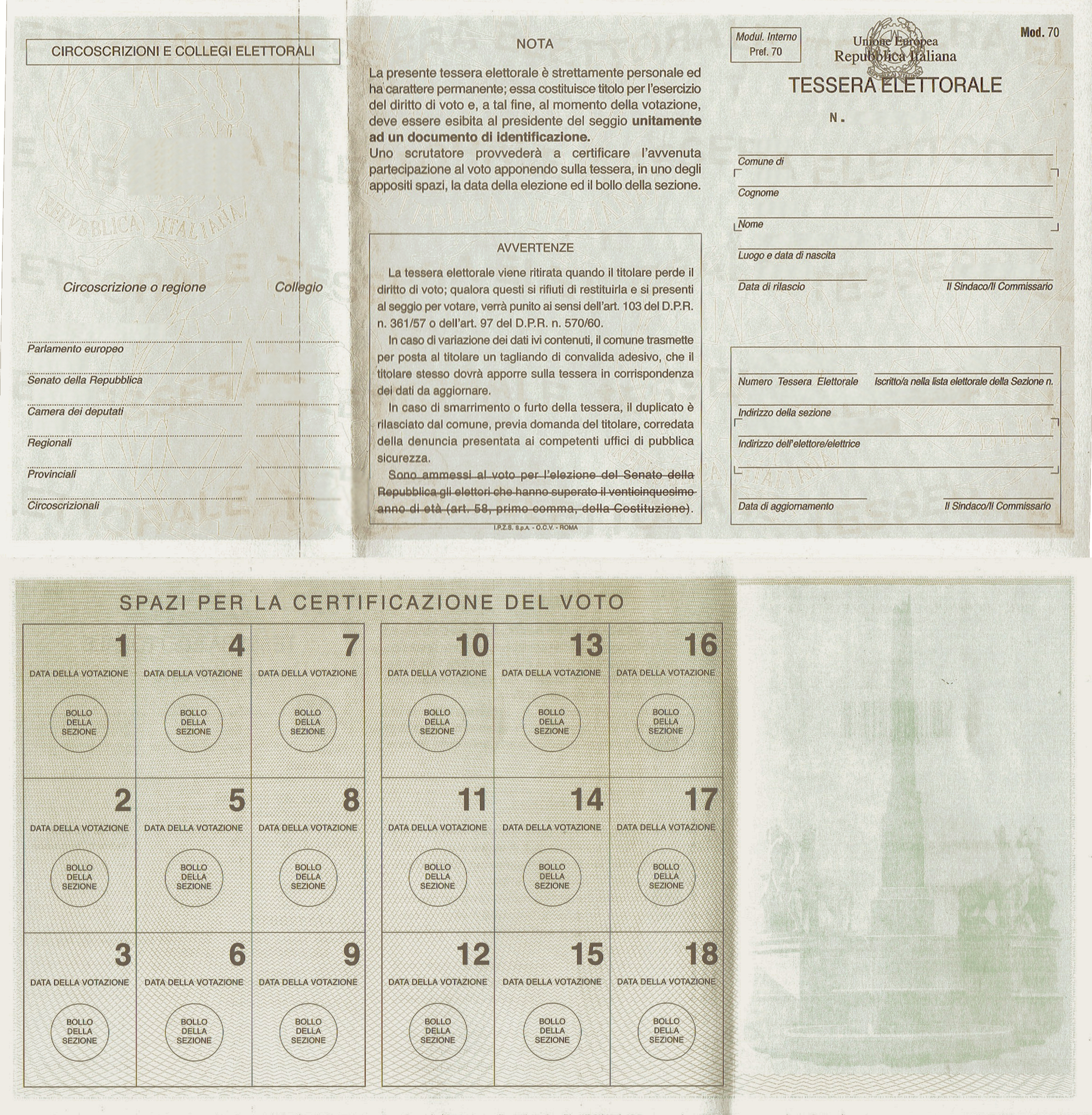
Facsimile di tessera elettorale

La tessera elettorale personale è il documento di legittimazione all'esercizio del diritto di voto da parte dei cittadini italiani.
Prevista dall'art. 13 della legge 30 aprile 1999 n. 120, e istituita con D.P.R. n. 299 dell'8 settembre 2000, la tessera sostituisce integralmente il preesistente certificato elettorale, che permetteva l'esercizio del diritto di voto, attestando la regolare iscrizione del cittadino nelle liste elettorali del comune ove egli era chiamato a votare.

## Caratteristiche
È un documento permanente che consente di esercitare il diritto di voto in occasione di ogni elezione non regionale o di referendum statali e che può svolgere la sua funzione per diciotto consultazioni elettorali o referendarie. È contrassegnata da una serie e da un numero e contiene:
1. i dati anagrafici del titolare, il luogo di residenza, nonché il numero e la sede della sezione alla quale l'elettore è assegnato;
2. le eventuali variazioni dei dati (sono riportate nella tessera a cura dei competenti uffici comunali);
3. la tessera è idonea a certificare l'avvenuta partecipazione al voto nelle singole consultazioni elettorali;
4. le modalità di rilascio e di eventuale rinnovo della tessera sono definite in modo da garantire la consegna della stessa nel rispetto dei principi generali in materia di tutela della riservatezza personale.

La tessera elettorale è rilasciata in esenzione totale da bolli e tasse; essa non può essere sostituita dall'autocertificazione.

### Rilascio
La tessera elettorale viene rilasciata, su apposito modello, dall'ufficio elettorale municipale nelle cui liste elettorali risulta essere iscritto l'elettore.
In occasione di tutte le consultazioni elettorali, allo scopo di rilasciare le tessere elettorali non consegnate o gli eventuali duplicati, l'ufficio elettorale comunale e le delegazioni anagrafiche decentrate osservano degli orari prolungati per tutta la durata delle operazioni elettorali.

### Consegna
La consegna è eseguita a cura del Comune (Polizia Municipale), in busta chiusa, all'indirizzo del titolare, ed è constatata mediante ricevuta firmata dall'intestatario o da persona con lui convivente. Gli elettori che non siano in possesso della tessera elettorale possono ritirarla presentandosi all'ufficio elettorale comunale muniti di documento di identità in corso di validità. Tale operazione può anche delegarsi.
Gli elettori residenti all'estero possono ritirare la tessera presso l'ufficio elettorale comunale in occasione della prima consultazione o comunque potranno eseguire tale operazione, se non ancora in possesso della tessera, in ogni consultazione elettorale, fermo restando l'invio della cartolina-avviso da parte del Comune stesso.
Chi raggiunge la maggiore età, che è anche la minima richiesta per votare, entro il giorno fissato per le elezioni, riceve a domicilio il documento. Qualora il titolare risulti irreperibile, la tessera elettorale è restituita all'ufficio elettorale comunale.
In occasione di consultazioni elettorali o referendarie, se per qualsiasi motivo non risulta possibile il rilascio, la sostituzione o il rinnovo immediato della tessera o del duplicato, è consegnato all'elettore un attestato del Sindaco sostitutivo della tessera ai soli fini dell'esercizio del diritto di voto per quella consultazione.

### Validità
La tessera è valida fino all'esaurimento degli appositi spazi, nel numero di diciotto, per la certificazione dell'avvenuta partecipazione alla votazione, che viene effettuata mediante apposizione, da parte di uno scrutatore, della data della elezione e del bollo della sezione. Esauriti i diciotto spazi a disposizione, l'interessato richiede ed ottiene di procedere al rinnovo della tessera elettorale personale.

### Aggiornamenti
In caso di variazione dei dati o delle indicazioni contenute nella tessera dovuti a rettifica delle generalità, trasferimento di residenza, cambio di indirizzo, variazioni d'ufficio relative a chiusure o spostamenti di sedi di seggio, occorre aggiornare la tessera. Gli aggiornamenti vengono disposti dall'ufficio elettorale comunale.
La rettifica delle generalità sulle liste elettorali viene effettuata in sede di revisione ordinaria o straordinaria, mediante una cancellazione (relativamente alle generalità errate) e contemporanea re-iscrizione (con le generalità corrette/modificate).
In caso di trasferimento di residenza di un elettore da un comune a un altro il Comune di nuova iscrizione provvede a consegnare al nuovo domicilio dell'elettore una nuova tessera elettorale e verrà ritirata contestualmente quella rilasciata dal Comune di precedente residenza. Nel caso in cui l'elettore non sia in possesso di detto documento, al momento della consegna della nuova tessera, dovrà dichiarare il motivo della mancata consegna al messo comunale incaricato della medesima.
La variazione dei dati, conseguenti al trasferimento di indirizzo (cambio via e/o numero civico nell'ambito del territorio comunale) che comporti anche il cambio della sezione elettorale, rende indispensabile l'aggiornamento della tessera. Tuttavia, se la variazione di indirizzo rimane nell'ambito della circoscrizione della sezione di appartenenza, non si procede alla sostituzione della tessera in quanto, ai fini dell'esercizio del voto, i parametri elettorali riportati sulla tessera rimangono invariati.
Con la prima emissione utile, l'ufficio elettorale comunale provvede a trasmettere per posta ordinaria, all'indirizzo del titolare, un tagliando di convalida adesivo riportante i relativi aggiornamenti che il titolare stesso avrà cura di applicare, all'interno della tessera elettorale, nell'apposito spazio; analogamente si procede in caso di variazione d'Ufficio dei dati relativi al Collegio o Circoscrizione amministrativa nei quali l'elettore può esprimere il voto.

### Deterioramento, smarrimento e furto
In caso di deterioramento della tessera, con conseguente inutilizzabilità, l'elettore potrà richiedere il duplicato presso l'ufficio elettorale comunale previa compilazione di una apposita dichiarazione su moduli predisposti dall'ufficio e restituzione dell'originale deteriorato.
In caso di smarrimento, l'elettore potrà richiedere il duplicato presso l'ufficio elettorale comunale, previa domanda corredata da una dichiarazione di smarrimento o da denuncia all'Autorità di Pubblica Sicurezza. In caso di furto, prima di inoltrare la richiesta di duplicato, occorre presentare la relativa denuncia ai competenti uffici di Pubblica Sicurezza.
Nei casi suddetti, della tessera elettorale è possibile richiedere un duplicato, presentando apposita domanda presso l'ufficio elettorale comunale e allegando un documento in corso di validità che comprovi l'identità personale del richiedente. Il rilascio del duplicato si fa generalmente a vista.

### Ricoverati, internati e detenuti
La normativa vigente prevede che in occasione di tutte le consultazioni elettorali o referendarie i degenti in ospedali e case di cura possono essere ammessi a votare nel luogo di ricovero. A tale effetto essi potranno votare esclusivamente previa esibizione della tessera elettorale rilasciata dal Comune di iscrizione e dell'attestazione rilasciata dal Sindaco concernente l'autorizzazione a votare nel luogo di ricovero; se sprovvisti di tali documenti non potranno essere ammessi all'esercizio del voto.
La normativa vigente prevede che in occasione di tutte le consultazioni elettorali o referendarie i detenuti presso le case circondariali possono essere ammessi a votare nel luogo di restrizione. A tale effetto essi potranno votare esclusivamente previa esibizione della tessera elettorale rilasciata dal comune di iscrizione e dell'attestazione rilasciata dal sindaco concernente l'autorizzazione a votare nel luogo di restrizione; se sprovvisti di tali documenti non potranno essere ammessi all'esercizio del voto.

## Utilizzo
In occasione di ogni consultazione elettorale o referendaria, per poter esercitare il diritto di voto, l'elettore deve presentare al seggio di appartenenza la propria tessera elettorale unitamente ad un documento di identificazione.
L'avvenuta partecipazione al voto viene attestata dalla apposizione della data della votazione e del bollo della sezione sulla tessera, nelle apposite caselle e mediante annotazione del numero della tessera sul registro previsto per le operazioni dei seggi.
La tessera elettorale inoltre è indispensabile per ottenere le agevolazioni sul costo dei biglietti di viaggio che vengono concesse a chi soggiorna abitualmente lontano dalla propria residenza e vi fa ritorno in occasione delle votazioni.

## Perdita del diritto di voto
Al titolare della tessera incorso in una delle cause di esclusione previste dall'art. 2 del T.U. n. 223/1967, che ha quindi perso il diritto di voto, viene ritirata d'ufficio la tessera elettorale in suo possesso. Il ritiro è effettuato, a cura del comune, previa notifica all'interessato della relativa comunicazione contenente gli specifici motivi che ostano al godimento dell'elettorato attivo.